# Podolany (powiat wielicki)
Podolany – wieś w Polsce położona w województwie małopolskim, w powiecie wielickim, w gminie Gdów.
W latach 1975–1998 miejscowość administracyjnie należała do województwa krakowskiego.
Miejscowość położona jest na prawym brzegu Raby, w dolinie Kudzielskiego Potoku i na podnóżach opadających do Raby wzniesień Pogórza Wiśnickiego. Integralne części miejscowości: Podlas, Rogóska.